# Nikutowo
Nikutowo [nikuˈtɔvɔ] (deutsch Nikutowen; 1938–1945 Niekuten, auch Gut Niekuten) ist ein Dorf in der polnischen Woiwodschaft Ermland-Masuren. Es gehört zur Gmina Mrągowo (Landgemeinde Sensburg) im Powiat  Mrągowski (Kreis Sensburg).

## Geographische Lage
Nikutowo liegt am südlichen Rand der Kreisstadt Mrągowo (deutsch Sensburg) am Nordwestufer des Jezioro Sutapie Wielkie in der südlichen Mitte der Woiwodschaft Ermland-Masuren. Der Ort ist namensgleich mit der nur wenige hundert Meter nördlich gelegenen Ortschaft Osiedle Nikutowo am Jezioro Sutapie Małe im Stadtgebiet von Mrągowo.

## Geschichte
Gegründet wurde das Gut Nickutowen im Jahr 1817 und war bis 1945 ein Wohnplatz im Stadtbezirk von Mrągowo. Damit gehörte Nikutowen zum Kreis Sensburg im Regierungsbezirk Gumbinnen (1905–1945 Regierungsbezirk Allenstein) in der preußischen Provinz Ostpreußen. Am 3. Juni (amtlich bestätigt am 16. Juli) 1938 wurde das Dorf in „Niekuten“ umbenannt. Seit 1945 gehört es zu Polen und ist heute Sitz eines Schulzenamtes (polnisch Sołectwo) im Verbund der Gmina Mrągowo im Powiat Mrągowski, bis 1998 der Woiwodschaft Olsztyn (Allenstein), seither der Woiwodschaft Ermland-Masuren zugehörig.

## Kirche
Kirchlich war Nikutowen (Niekuten) bis 1945 dem Stadtsprengel der evangelischen Pfarrkirche Sensburg in der Kirchenprovinz Ostpreußen der Evangelischen Kirche der Altpreußischen Union sowie der römisch-katholischen Kirche St. Adalbert Sensburg im Bistum Ermland zugeordnet. Auch heute besteht die Einbeziehung in diese beiden Kirchen, jetzt in der Diözese Masuren der Evangelisch-Augsburgischen Kirche in Polen bzw. im Erzbistum Ermland der polnischen katholischen Kirche gelegen.

## Verkehr
Nikutowo liegt unweit der auf einer Trasse verlaufenden polnischen Landesstraßen DK 16 und DK 59 und ist von dort über eine Stichstraße (die ulica Krótka in der Stadt Mrągowo) verkehrsgünstig zu erreichen. Die am Nordrand des Dorfes verlaufende Bahnstrecke Czerwonka–Ełk (deutsch Rothfließ–Lyck) wird nicht mehr befahren, wie überhaupt die Stadt Mrągowo mit der Nikutowen nächstgelegenen Bahnstation heute vom Schienenverkehr abgekoppelt ist.